# Гвастакончо (Кјети)
Гвастакончо (итал. Guastacconcio) је насеље у Италији у округу Кјети, региону Абруцо.
Према процени из 2011. у насељу је живело 15 становника. Насеље се налази на надморској висини од 33 м.